# Gare de Saverdun
Gare de Saverdun vasútállomás Franciaországban, Saverdun településen.

## Vasútvonalak
Az állomást az alábbi vasútvonalak érintik:
- Portet-Saint-Simon–Puigcerdà-vasútvonal

## Kapcsolódó állomások
A vasútállomáshoz az alábbi állomások vannak a legközelebb:
- Gare de Cintegabelle
- Gare du Vernet-d'Ariège